# Ковач, Шандор (епископ)
Ша́ндор Ко́вач (венг. Kovács Sándor, 14 июня 1893 года, Кечкемет, Австро-Венгрия — 24 декабря 1972 года, Сомбатхей, Венгрия) — католический прелат, епископ Сомбатхея с 3 марта 1944 года по 8 февраля 1972 год.

## Биография
14 октября 1915 года Шандор Ковач был рукоположён в священника.
3 марта 1944 года Римский папа Пий XII назначил Шандора Ковача епископом Сомбатехя. 25 марта 1944 состоялось рукоположение Шандора Ковача в епископа, которое совершил архиепископ Эстергома кардинал Дьёрдь Юстиниан Шереди в сослужении с епископом Секешфехервара Лайошом Шхваи и епископом Ваца Йожеом Петери.
Участвовал в работе I, II, III и IV сессиях Второго Ватиканского собора.
8 февраля 1972 года Шандор Ковач подал в отставку и скончался 24 декабря 1972 в Сомбатхее.